# Épesses
Pour l’article homonyme, voir Les Épesses.
Épesses est une localité de la commune de Bourg-en-Lavaux et une ancienne commune suisse du canton de Vaud, située dans le district de Lavaux-Oron.

## Géographie
Épesses se situe au bord du Léman, entre Lausanne et Vevey. La commune se situe dans le vignoble en terrasses de Lavaux qui a été classé Patrimoine mondial de l'UNESCO le 28 juin 2007.

## Histoire
En 2007, un projet de fusion avec les communes voisines de Cully, Grandvaux, Riex et Villette est relancé, deux ans après un premier refus en votation populaire d’un projet similaire le 25 février 2005. Le référendum est accepté le 17 mai 2009, les communes validant leur fusion sous le nom de Bourg-en-Lavaux dès juillet 2011.

## Manifestations
- Le championnat du monde de tracassets se tient tous les 2 ans, au mois d'avril.
- Lors d'Épesses en fête, qui se tient le premier samedi du mois de mai, tous les caveaux du village sont ouverts pour une dégustation du nouveau millésime.

## Galerie

Photo aérienne (1949).